# Rzekcin
Rzekcin (deutsch Ritzenswunsch) ist ein Wohnplatz in der Woiwodschaft Lebus in Polen. Er gehört zur Gmina Zwierzyn (Gemeinde Neu Mecklenburg) im Powiat Strzelecko-Drezdenecki (Friedeberg-Driesener Kreis). 
Der Wohnplatz liegt im Netzebruch in der Neumark, etwa 70 km östlich von Küstrin und etwa 95 km südöstlich von Stettin.
Ritzenswunsch, früher auch „Rietzenswunsch“ geschrieben, bildete bis 1939 eine Landgemeinde im Landkreis Friedeberg Nm. und gehörte mit diesem Kreis zur preußischen Provinz Brandenburg, ab 1938 zur Provinz Pommern. Im Jahre 1925 wurden in Ritzenswunsch 100 Einwohner in 27 Haushaltungen gezählt. Neben Ritzenswunsch bestand in der Gemeinde der Wohnplatz Mansfelder Holländer. Zum 1. Oktober 1939 wurde Ritzenswunsch zusammen mit der Nachbargemeinde Eichwerder in die Landgemeinde Friedebergschbruch eingemeindet.
1945 kam Ritzenswunsch, wie alle Gebiete östlich der Oder-Neiße-Linie, an Polen. Ritzenswunsch erhielt den polnischen Ortsnamen „Rzekcin“.